# Hình học symplectic

Biểu đồ pha của hệ dao động Van der Pol một chiều. Không gian pha là đối tượng nghiên cứu ban đầu trong hình học symplectic.

Hình học symplectic là một nhánh của hình học vi phân nghiên cứu các không gian simplectic, tức là các đa tạp khả vi cùng với một dạng vi phân bậc 2 đóng, không suy biến. Hình học symplectic có nguồn gốc từ cơ học Hamilton. Trong cơ học Hamilton, đôi lúc không gian pha của một hệ vật lý có thể có cấu trúc của một không gian symplectic.